# Chgrp

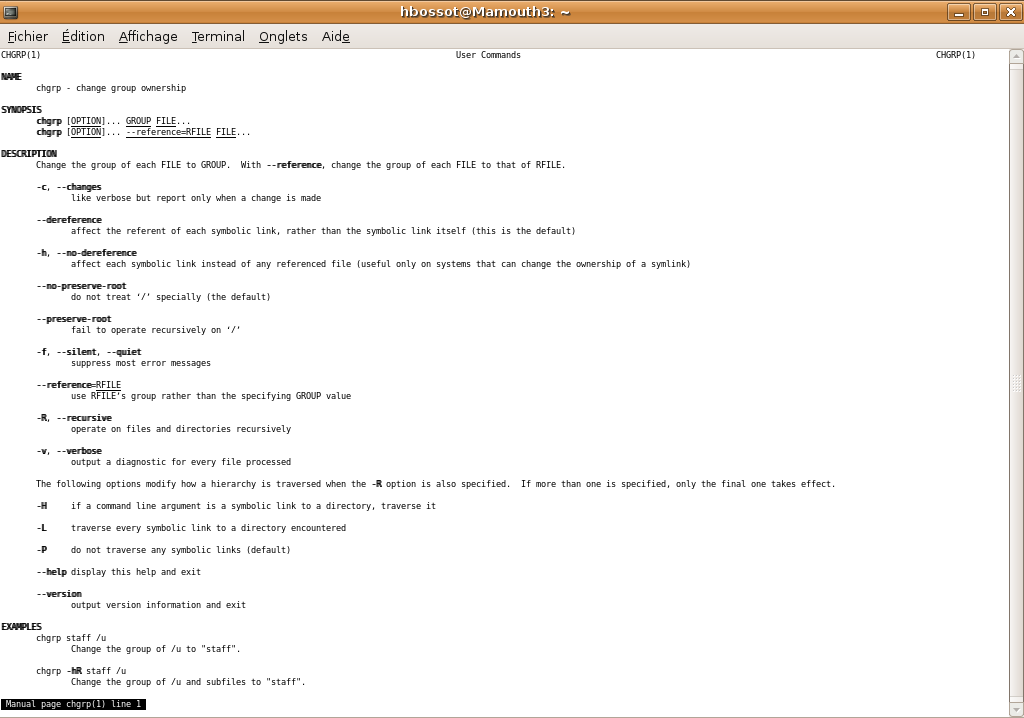
Pagina de documentație a comenzii UNIX "Chgrp"

Comanda UNIX chgrp (change group) este folosită pentru a schimba grupul de utilizatori asociați cu un fișier sau un grup de fișiere. Comanda este similară cu chown, poate fi însă folosită de utilizatori neprivilegiați.

## Sintaxă
```
chgrp [opțiuni] grup fișiere
```

unde grup este noul grup asociat fișierelor specificate pe linia de comandă.
Dintre opțiunile cele mai des folosite amintim:
-R - schimbarea se face recursiv pe toate directoarele specificate

## Exemple
```
# ls -l ttt
-rw-r--r--   1 gbeeker  staff           545 Nov 04 2004  ttt
# chgrp system ttt
# ls -l ttt
-rw-r--r--   1 gbeeker  system          545 Nov 04 2004  ttt
```

Comanda de mai sus schimbă grupul asociat fișierului ttt din staff în system. Este necesar ca utilizatorul să facă parte din grupul system pentru a efectua modificarea.